# فيرونيكا كارترايت
فيرونيكا كارترايت (بالإنجليزية: Veronica Cartwright)‏ ممثلة إنجليزية من مواليد 20 أبريل 1949.

## مواقع خارجية
- فيرونيكا كارترايت على موقع IMDb (الإنجليزية)
- فيرونيكا كارترايت على موقع الموسوعة البريطانية (الإنجليزية)
- فيرونيكا كارترايت على موقع روتن توميتوز (الإنجليزية)
- فيرونيكا كارترايت على موقع ألو سيني (الفرنسية)
- فيرونيكا كارترايت على موقع تيرنر كلاسيك موفيز (الإنجليزية)
- فيرونيكا كارترايت على موقع أول موفي (الإنجليزية)
- فيرونيكا كارترايت على موقع قاعدة بيانات الأفلام السويدية (السويدية)
- فيرونيكا كارترايت على موقع إن إن دي بي (الإنجليزية)
- فيرونيكا كارترايت على موقع قاعدة بيانات الفيلم (الإنجليزية)
- فيرونيكا كارترايت على موقع كينوبويسك (الروسية)